# Килски залив
Килският залив (на немски: Kieler Bucht; на датски: Kiel Bugt) е широк и открит залив в западната част на Балтийско море, в „основата“ на полуостров Ютланд. Южната му част принадлежи на Германия, а северната – на Дания. Простира се от северозапад на югоизток на протежение от 100 km, ширина до 40 km. Дълбочината в южната част достига до 18 m. На юг и запад е ограничен от континенталния бряг на Европа, на север достига до бреговете на датските острови Алс, Ейро, Лангелан и Лолан, а на изток – до германския остров Фемарн. На север и северозапад чрез протоците Стурабелт (Голям Белт) и Лилебелт (Малък Белт) се свързва с протока Категат, на изток чрез протока Фемарн Белт – с онкритите части на Балтийско море, а на югоизток чрез протока Фемарнзунд – с Мекленбургския залив на Балтийско море. Континенталното му крайбрежие е силно разчленено, като тук дълбоко в сушата се вдават заливите Фленсбургски, Шлой, Екернфьордер Бухт, Килер Фьорде и Ховахтер Бухт. В резултат на постоянни ветрове колебанието на морското равнище достига до 3,2 m. Чрез Килския канал се свързва със Северно море, в началото на който е разположен германският град Кил.